# Doryphoribius qinlingense
Espèce
Doryphoribius qinlingense est une espèce de tardigrades de la famille des Isohypsibiidae.

## Distribution
Cette espèce est endémique du Shaanxi en Chine.

## Étymologie
Son nom d'espèce, composé de qinling et du suffixe latin -ense, « qui vit dans, qui habite », lui a été donné en référence au lieu de sa découverte, les monts Qinling.

## Publication originale
- Li, Su & Yu, 2004 : Biserovus xiae sp. n. and Doryphoribius qinlingense sp. n., new species of eutardigrades from China. Zootaxa, no 660, p. 1-7.